# ويست بوينت (فرجينيا)
ويست بوينت (بالإنجليزية: West Point town, Virginia)‏ هي بلدة تقع بولاية فرجينيا في الولايات المتحدة. تبلغ مساحتها 17.25 كم2، وترتفع عن سطح البحر 18.8976 م، بلغ عدد سكانها 3,306 نسمة في عام 2010 حسب إحصاء مكتب تعداد الولايات المتحدة وتصل الكثافة السكانية فيها 191.7 نسمة لكل كيلومتر مربع (496.5/ميل2).

## التركيبة السكانية
حدّد مكتب تعداد الولايات المتحدة بيانات التركيبة السكانية لويست بوينت في تعداد الولايات المتحدة. في ما يلي، التركيبة السكانية حسب تعدادي 2000 و2010.

### تعداد عام 2000
بلغ عدد سكان ويست بوينت 2,866 نسمة بحسب تعداد عام 2000، وبلغ عدد الأسر 1,068 أسرة وعدد العائلات 810 عائلة مقيمة في البلدة. في حين سجلت الكثافة السكانية 166.1 نسمة لكل كيلومتر مربع (430.2/ميل2). وبلغ عدد الوحدات السكنية 1,151 وحدة بمتوسط كثافة قدره 66.7 لكل كيلومتر مربع (172.8/ميل2).
وتوزع التركيب العرقي للبلدة بنسبة 80.32% من البيض و16.92% من الأمريكيين الأفارقة و0.45% من الأمريكيين الأصليين و1.05% من الأمريكيين ذوي الأصول الآسيوية و0.35% من الأعراق الأخرى و0.91% من عرقين مختلطين أو أكثر و1.74% من الهسبانيون أو اللاتينيون من أي عرق.
بلغ عدد الأسر 1,068 أسرة كانت نسبة 38.7% منها لديها أطفال تحت سن الثامنة عشر تعيش معهم، وبلغت نسبة الأزواج القاطنين مع بعضهم البعض 59.6% من أصل المجموع الكلي للأسر، ونسبة 12.8% من الأسر كان لديها معيلات من الإناث دون وجود شريك، بينما كانت نسبة 3.4% من الأسر لديها معيلون من الذكور دون وجود شريكة وكانت نسبة 24.2% من غير العائلات. تألفت نسبة 21.8% من أصل جميع الأسر من عدة أفراد يعيشون في نفس المنزل ونسبة 11.8% كانت تتألف من شخص يعيش بمفرده يبلغ من العمر 65 عاماً أو أكثر. وبلغ متوسط حجم الأسرة المعيشية 2.59، أما متوسط حجم العائلات فبلغ 3.00.
بلغ العمر الوسطي للسكان 39.4 عاماً. وكانت نسبة 26% من القاطنين تحت سن الثامنة عشر، وكانت نسبة 5.2% بين الثامنة عشر والرابعة والعشرين عاماً، ونسبة 25.1% كانت واقعةً في الفئة العمرية ما بين الخامسة والعشرين والرابعة والأربعين عاماً، ونسبة 24.6% كانت ما بين الخامسة والأربعين والرابعة والستين، ونسبة 15.7% كانت ضمن فئة الخامسة والستين عاماً فما فوق. يوجد لكل 100 أنثى 89.9 ذكر، ويوجد لكل 100 أنثى في الثامنة عشر من عمرها فما فوق 87.9 ذكر.
بلغ متوسط دخل الأسرة في البلدة 49,655 دولارًا، أما متوسط دخل العائلة فبلغ 56,932 دولارًا. وكان متوسط دخل الذكور 40,071 دولارًا مقابل 24,702 دولارًا للإناث. وسجل دخل الفرد الخاص بالبلدة 23,232 دولارًا. وكانت نسبة 1.7% من العائلات ونسبة 2.8% من السكان تحت خط الفقر، وكان من هؤلاء نسبة 2.9% تحت سن الثامنة عشر ونسبة 2.6% في الخامسة والستين من العمر وما فوق.

### تعداد عام 2010
بلغ عدد سكان ويست بوينت 3,306 نسمة بحسب تعداد عام 2010، وبلغ عدد الأسر 1,257 أسرة وعدد العائلات 908 عائلة مقيمة في البلدة. في حين سجلت الكثافة السكانية 191.7 نسمة لكل كيلومتر مربع (496.5/ميل2). وبلغ عدد الوحدات السكنية 1,379 وحدة بمتوسط كثافة قدره 79.9 لكل كيلومتر مربع (206.9/ميل2).
وتوزع التركيب العرقي للبلدة بنسبة 79.19% من البيض و15.40% من الأمريكيين الأفارقة و0.39% من الأمريكيين الأصليين و1.81% من الأمريكيين ذوي الأصول الآسيوية و0.97% من الأعراق الأخرى و2.24% من عرقين مختلطين أو أكثر و3.57% من الهسبانيون أو اللاتينيون من أي عرق.
بلغ عدد الأسر 1,257 أسرة كانت نسبة 37.5% منها لديها أطفال تحت سن الثامنة عشر تعيش معهم، وبلغت نسبة الأزواج القاطنين مع بعضهم البعض 54.7% من أصل المجموع الكلي للأسر، ونسبة 12.8% من الأسر كان لديها معيلات من الإناث دون وجود شريك، بينما كانت نسبة 4.8% من الأسر لديها معيلون من الذكور دون وجود شريكة وكانت نسبة 27.8% من غير العائلات. تألفت نسبة 23.8% من أصل جميع الأسر من عدة أفراد يعيشون في نفس المنزل ونسبة 11.3% كانت تتألف من شخص يعيش بمفرده يبلغ من العمر 65 عاماً أو أكثر. وبلغ متوسط حجم الأسرة المعيشية 2.57، أما متوسط حجم العائلات فبلغ 3.03.
بلغ العمر الوسطي للسكان 40.3 عاماً. وكانت نسبة 25.2% من القاطنين تحت سن الثامنة عشر، وكانت نسبة 8.1% بين الثامنة عشر والرابعة والعشرين عاماً، ونسبة 23.6% كانت واقعةً في الفئة العمرية ما بين الخامسة والعشرين والرابعة والأربعين عاماً، ونسبة 27% كانت ما بين الخامسة والأربعين والرابعة والستين، ونسبة 16.1% كانت ضمن فئة الخامسة والستين عاماً فما فوق. وتوزع التركيب الجنسي للسكان بنسبة 46.7% ذكور و53.3% إناث.

## وصلات خارجية
- الموقع الرسمي